# Közkönyvtár
A közkönyvtár (közművelődési könyvtár) kifejezés alapvetően azokat a gyűjteményeket foglalja magába, amelyek a társadalom minden rétege számára – függetlenül az életkori, műveltségi, világnézeti, foglalkozási, anyanyelvi hovatartozástól – kínálnak olvasnivalót és információt művelődéshez, tanuláshoz, szabadidő eltöltéshez.
Az elmúlt évszázadok során különböző módon jöttek létre és működésük is számos eltérést mutat. Közkönyvtárat alapíthattak önkormányzatok, egyesületek, kaszinók, szakszervezetek, gazdakörök, egyházak, pártok, ifjúsági szervezetek, magánszemélyek de ide sorolhatóak az üzleti alapon létesített és működő kölcsönkönyvtárak is.

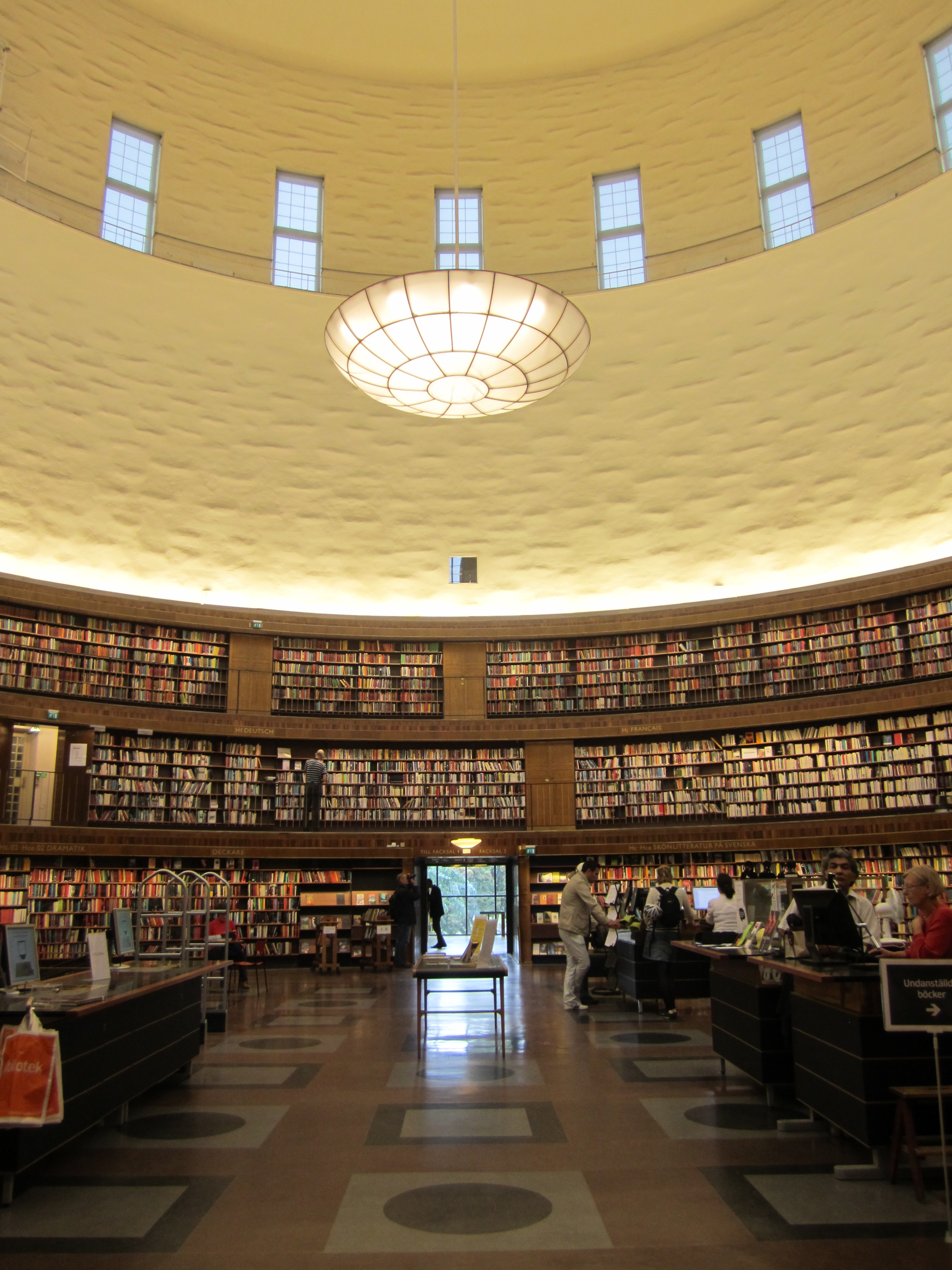
A stockholmi közkönyvtár

## A közkönyvtárak története

### A közkönyvtárak kialakulása

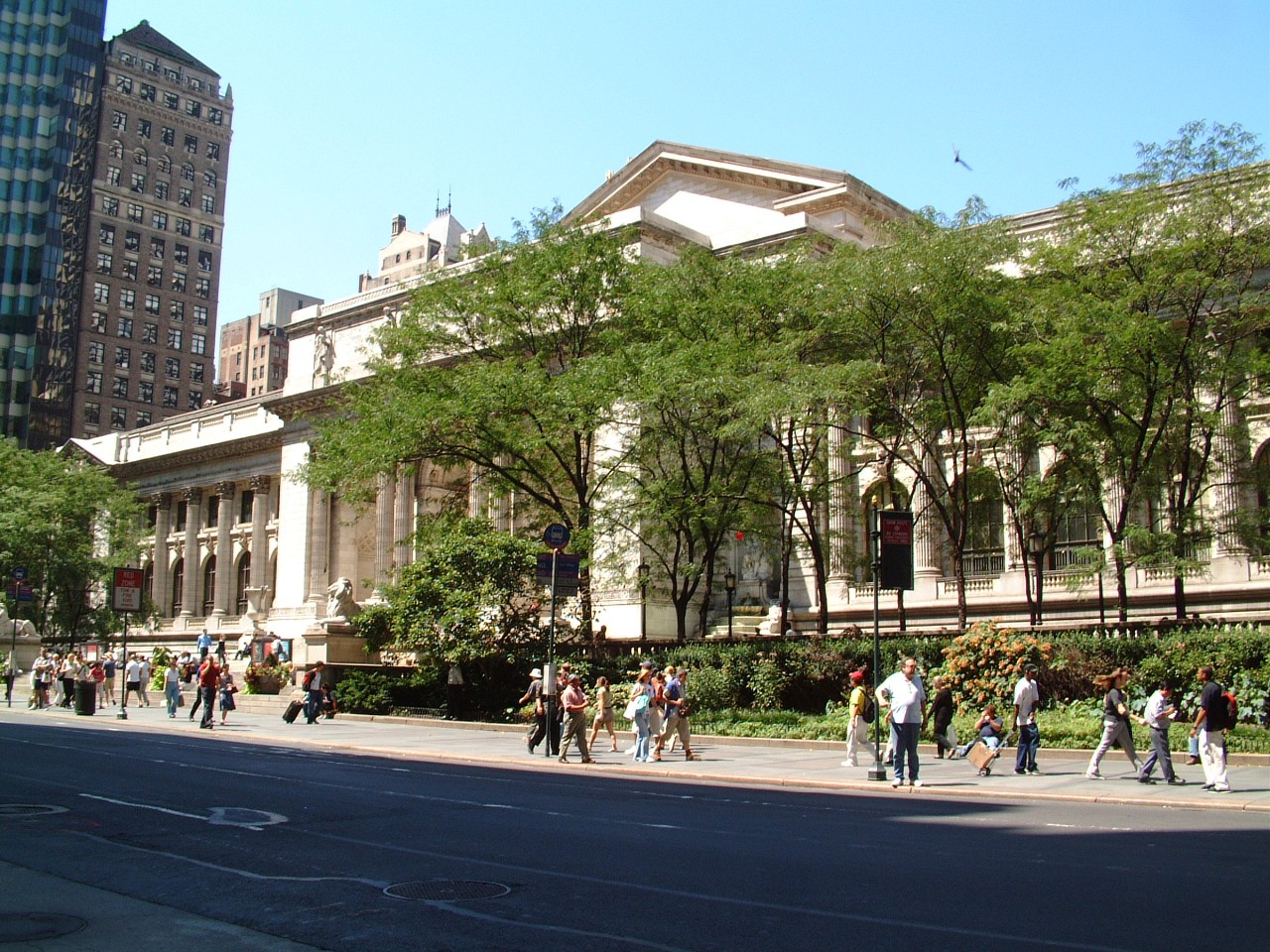
A New York-i közkönyvtár

Közkönyvtárak elődei minden valószínűség szerint már a hellenisztikus korszakban is léteztek, az ókori Rómában pedig már bizonyíthatóan működtek könyvtárak a polgárok számára. Az iszlám világ könyvtárai szinte egyidősek az iszlám történetével.
A 14. században, Petrarca nyilvános könyvtárak alapítását szorgalmazta.
Városi könyvtárak a 15. század végén kezdtek elterjedni Németországban, Franciaországban és Svájcban. Nagyobb jelentőséget azonban a 16. században kaptak. 1524-ben Luther felhívást tett közzé, amelyben Németország összes városainak tanácsát kéri, hogy ne sajnálják a költséget nagy könyvtárak, könyvesházak létrehozására.
Angliában szintén a protestantizmus elterjedése, majd a polgári forradalom segítette a városi könyvtárak elterjedését.
Franciaországban a 18. században uralkodók könyvtárai mellett, városi gyűjtemények is szerveződtek, főként gazdag emberek alapítványaiból illetve közadakozásból. Az 1790-es dekrétummal a szerzetesrendek és magángyűjtemények anyagából városi könyvtárakat hoztak létre, amelyeket 1803-ban adtak át a város tulajdonába.
Németországban a közkönyvtárak gyökerei a 18-19. századra tehetőek. Előfutárok közé sorolhatóak itt is késő középkori városi könyvtárak, az önsegélyező körök, olvasótársaságok könyvtárai.
A 19. század közepére a közkönyvtárak két irányzata vált meghatározóvá a nyilvános könyvtár illetve a népkönyvtár.
A nyilvános könyvtár (public library) a polgári demokrácia és a liberális gondolkodás intézménye. Először az angolszász országokban az Amerikai Egyesült Államokban és Nagy-Britanniában terjedt el, később a skandinávok, belgák, hollandok, svájciak is meghonosították. A társadalom egészét szolgálja, szolgáltatásai megszervezésekor a különböző társadalmi rétegek szerint megjelenő igényeket is figyelembe veszi. Állománya elhelyezésénél szintén elsődleges szempont az olvasók igényei. Általában városi könyvtár, nagy könyvtár, hosszú nyitvatartással, fő foglalkozású könyvtárosokkal.
A népkönyvtár (Volksbücherei) Németországból, Berlinből indult 1850-ben. Főként német nyelvterületen és néhány közép-európai országban vált népszerűvé. Általában kiskönyvtár rövid nyitvatartással és inkább csak kölcsönzésre van lehetőség, esetleg helyben olvasásra.
A két út vitája a második világháború után, egyértelműen a nyilvános könyvtár javára dőlt el.

### A közkönyvtárak kialakulása Magyarországon

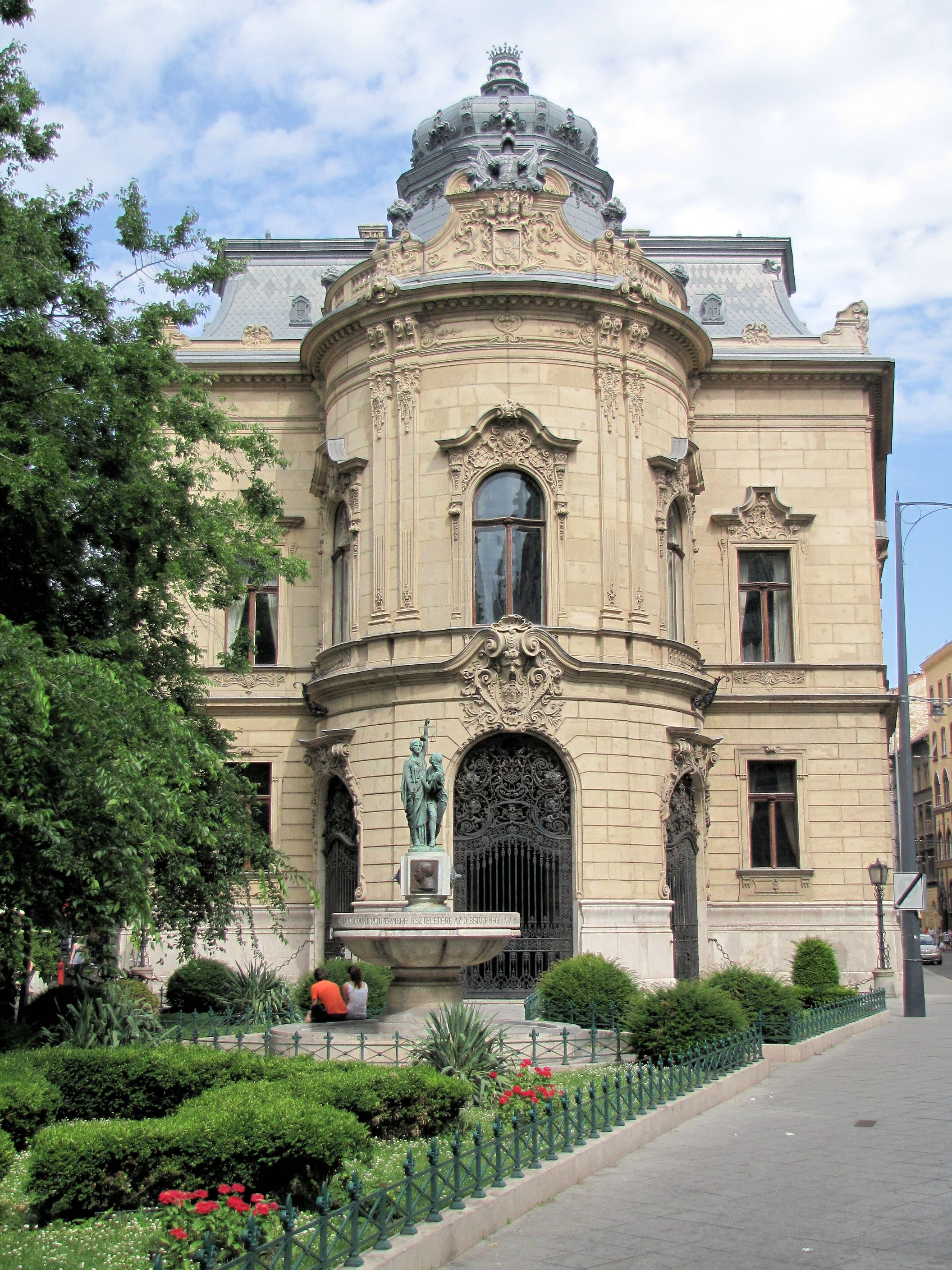
Fővárosi Szabó Ervin Könyvtár Központi Könyvtár

Magyarországon városi könyvtárak létrehozására már a 16-17. században történtek kísérletek elsősorban Erdélyben és az ország északi részén.
A felvilágosodás időszakában jelentek meg a különböző kölcsönkönyvtárak és olvasókörök, amelyek szigorú politikai ellenőrzés alatt álltak. 1798-99-ben betiltották őket.
A 19. században több mozgalom tűzte ki céljául nyilvános közkönyvtárak alapítását. Az 1830-as és 1840-es években a társadalom különböző rétegei számára kaszinói, olvasóegyleti könyvtárak létesültek. Ezen könyvtárak elsődleges célja a reformeszmék terjesztése volt és általában elmondható, hogy komoly szerepet játszottak a politikai közvélemény alakításában.
A kiegyezés idején Magyarországon 5 városi könyvtár működött.
A 19. század végén az állam is szervezett közművelődési könyvtári mozgalmat. 1898-tól a Múzeumok és Könyvtárak Országos Főfelügyelősége falusi és városi népkönyvtárakat hozott létre. 1914-ig 2026 népkönyvtár létesült.
Magyarország városi könyvtárügye a 20. század elején összességében elmaradott volt más nyugat–európai országokhoz képest, jelentősnek a szegedi Somogyi-könyvtár (1880) és az 1904-ben alapított Szabó Ervin vezette Fővárosi Könyvtár (ma Fővárosi Szabó Ervin Könyvtár) mondható.
1919-ben a Tanácsköztársaság idején Szabó Ervin elvei alapján, lakóhelyi és munkahelyi közművelődési könyvtárak kialakítását tervezték, a terv azonban nem valósult meg.
Az 1920-as években újra kevés kötettel rendelkező népkönyvtárakat hoztak létre.
A két világháború közötti időszakban nem beszélhetünk jól működő városi könyvtárakról, bár továbbra is léteztek egyesületi, köri és szakszervezeti könyvtárak.
Az 1940-es években a falusi lakosság könyvtári ellátására angolszász elveket képviselő tervezetek születtek.
Magyarországon 1949-től újra népkönyvtári szemléletű könyvtárügy jött létre, amely számos vitát indított el.
1952-ben szovjet mintára megszületett a megyei és járási könyvtárak hálózata. Az 1950-es években minden településen volt közművelődési könyvtár.
A public library irányába történő elmozdulások az 1960-as években indultak meg, a magyarországi közkönyvtárak azonban nagyon sokáig magukon viselték a népkönyvtári és szocialista vonásokat.

### Magyarországi közkönyvtárak az elmúlt 50 évben
A mai települési közkönyvtárak nagyrészt az elmúlt 50 évben keletkeztek. 1957-ben összesen 9438 közművelődési könyvtárat számoltak össze, 4229 tanácsit, 4557 szakszervezetit és 652 szövetkezetit.
A statisztikák szerint a legtöbb közkönyvtár azonban az 1980-as években volt, ekkor 4915 tanácsi, 5583 szakszervezeti és 10498 közkönyvtár működött.
A közkönyvtárakról 1990-ig az Országos Széchényi Könyvtár Könyvtártudományi és Módszertani Központ által kiadott TEKE (Települések könyvtári ellátása), illetve a SZAKMA (Szakszervezeti munkahelyi könyvtárak adatai) című kiadványokban tájékozódhattunk.
Az 1990-es évektől jelentős átalakulás zajlott le a közkönyvtárak körében. Ami az intézmények számát illeti, hullámzás de inkább visszaesés mutatkozott az elmúlt két évtizedben. Erősen csökkent a lakóhelyi közkönyvtárak száma.
Az ezredfordulón a közkönyvtárak között igen nagyok a különbségek. A megyei könyvtárak általában teljesítik az általános tudományos-referensz könyvtári követelményeket. A városi könyvtárak egy része azonban már nem felel meg az elvárásoknak, a községek könyvtárainak nagy része pedig messze elmarad a megkívánt szinttől.

## A közkönyvtárak feladata
- Oktatás támogatása (az egyéni és önállóan folytatott tanulmányokat éppúgy mint az iskolarendszerű oktatás minden szintjét).
- A közkönyvtár információs központ, amelynek feladata mindenfajta ismeret hozzáférhetővé tétele megszorítás és korlátozás nélkül.
- A közkönyvtárnak a hagyományos könyvtári gyűjtemény és szolgáltatások fejlesztése mellett egyaránt fontos feladata, hogy hozzáférhetővé tegye a világhálót és az onnan elérhető óriás mennyiségű ismeretanyagot és segítsen az eligazodásban.
- A közkönyvtáraknak a hagyományos funkcióik – kulturális örökség megőrzése és terjesztése – mellett, mint kulturális és társadalmi központnak is erősödik a szerepe.

## A közkönyvtárak gyűjteményei és szolgáltatásai
A közkönyvtárnak a társadalom minden rétegének ellátásáról gondoskodnia kell, gyűjteménye és szolgáltatásai szervezésekor semmilyen diszkriminációt nem alkalmazhat. Általános irányelve a kiegyensúlyozottság.
Állományépítési politikáját minden esetben fontos, hogy írásban rögzítse (gyűjtőköri szabályzat), amelyet a fenntartó hagy jóvá. Fontos követelmény, hogy gyűjteménye fejlesztése folyamatos legyen, a rendszeres gyarapodás és apasztás által.
A közkönyvtárnak a dokumentumok széles körét kell nyújtania a használóknak, mind tartalmi összetételben, mind az információhordozók változatosságában. Az új formátumokkal és információhoz való hozzáférés új módszereivel fontos, hogy lépést tartsanak.
Funkciójából eredően, folyamatos erőforrásokkal kell rendelkeznie, hogy szolgáltatásait és gyűjteményeit fenntarthassa és fejleszthesse.

## A közkönyvtárak jogi szabályozása
Az UNESCO 1949-ben bocsátotta ki első közkönyvtári manifesztumát.
Az IFLA az 1950-es években kezdte meg a közkönyvtárakra vonatkozó irányelvek kidolgozását. Az első irányelveket 1972-ben fogadták el összhangban az UNESCO által ugyanebben az évben közzétett 2. közművelődési könyvtári kiáltvánnyal.
A nyilatkozatot azóta már több alkalommal módosították, aktualizálták.
1994-ben fogadták el az IFLA és UNESCO közkönyvtári nyilatkozatának 3. verzióját. A dokumentum kimondja, hogy a közkönyvtáraknak a társadalom minden rétegét információkhoz és ismeretekhez kell juttatniuk, ugyanis ezzel segítik elő a demokratikus fejlődést. A nyilatkozat többek között ajánlásokat fogalmaz meg a könyvtárak törvényi szabályozására, nemzeti és helyi finanszírozására.
A magyar közkönyvtárak meghatározó alapdokumentuma az 1997. évi CXL. törvény a kulturális javak védelméről és a muzeális intézményekről, a nyilvános könyvtári ellátásról és a közművelődésről. A közkönyvtárak ezenkívül számos egyéb törvény hatálya alá is tartoznak.